# Гай Хостилий Катон
Гай Хостилий Катон (на латински: Gaius Hostilius Cato) е сенатор на Римската република
Произлиза от клон Катон на фамилията Хостилии. Брат е на Авъл Хостилий Катон и Луций Хостилий Катон.
През 207 пр.н.е. той става претор заедно с брат си Авъл Хостилий Катон като колега.